# Christine Adams
Christine Adams (Brentwood, 15 agosto 1974) è un'attrice britannica con cittadinanza statunitense.

## Biografia
Laureata alla Università del Middlesex, è sposata, ha una figlia e vive a Los Angeles.

## Filmografia

### Cinema
- Batman Begins, regia di Christopher Nolan (2005)
- Tron: Legacy, regia di Joseph Kosinski (2010)
- Millennium - Uomini che odiano le donne (The Girl with the Dragon Tattoo), regia di David Fincher (2011)
- Il sacro male (The Unholy), regia di Evan Spiliotopoulos (2021)
- Sognando Marte (Moonshot), regia di Christopher Winterbauer (2022)

### Televisione
- EastEnders – serial TV, 1 puntata (2001)
- Casualty – serie TV, episodi 16x21-20x26 (2002-2006)
- Doctor Who – serie TV, episodio 1x07 (2005)
- Lie to Me – serie TV, episodio 1x06 (2009)
- Heroes – serie TV, episodio 4x04 (2009)
- CSI: Miami – serie TV, episodio 8x12 (2010)
- Terra Nova – serie TV, 13 episodi (2011)
- Agents of S.H.I.E.L.D. – serie TV, 9 episodi (2014-2015)
- The Mentalist – serie TV, 3 episodi (2014-2015)
- Castle - serie TV, episodio 8x03 (2015)
- Black Lightning – serie TV, 58 episodi (2018-2021)
- Ordinary Joe – serie TV, 6 episodi (2021-2022)

## Doppiatrici italiane
Nelle versioni in italiano delle opere in cui ha recitato, Christine Adams è stata doppiata da:
- Laura Romano in Tron: Legacy, Agents of S.H.I.E.L.D., Castle, Black Lightning
- Monica Bertolotti in CSI: Miami
- Laura Lenghi in Terra Nova
- Eva Padoan ne Il sacro male